# Северодонецкая авторемонтная база
ДП «Северодонецкий авторемонтный завод» (укр. ДП "Сєвєродонецький авторемонтний завод") — советское и украинское авторемонтное предприятие в городе Северодонецке. Ранее носил название Северодонецкая авторемонтная база. Под этим названием предприятие известно как производитель микроавтобусов «Старт».

## История

Микроавтобус «Старт»

Завод был создан в послевоенные годы для промышленного ремонта автомобильной техники, двигателей и агрегатов. В 1960-е годы предприятие было реорганизовано в авторемонтную базу Главного автотранспортного управления Луганского Совнархоза. С назначением новым начальником управления А. С. Антонова, сфера деятельности ремонтной базы расширилась. По инициативе Антонова, помимо выполнения капитального ремонта автотехники, предприятию была поручена постройка прицепа-дачи с кузовом из стеклопластика. Инициатива возникла в связи с набиравшей в СССР правительственной кампанией по внедрению в промышленность новых материалов, к которым относили, прежде всего, различные пластики. К тому же в ведении Луганского Совнархоза находились предприятия химической промышленности, выпускавшие стекловолокно, эпоксидные смолы и различные полимерные материалы. После постройки прицепа, по инициативе А. С. Антонова авторемонтной базе было поручено поработать над созданием автомобиля. Сам начальник Главного автотранспортного управления оказывал работе над автомобилем всяческое содействие. На авторемонтной базе был организован конструкторский отдел при экспериментальном участке. На работу пригласили двух выпускников Харьковского автодорожного института Я. М. Балясного и Б. Ф. Крутенко, имевших опыт работы со стеклопластиковыми кузовами при разработке гоночных автомобилей ХАДИ. При проработке компоновки нового автомобиля выбор остановили на микроавтобусе на шасси М-21 «Волга», который решили назвать «Старт». Первый «Старт» был собран в ноябре 1962 года. Микроавтобус своим ходом был отправлен в Москву, где был представлен коллегии Госкомитета по автотракторному и сельскохозмашиностроению СССР. Машина была встречена очень благожелательно, поскольку её конструкция соответствовала линии правительственной кампании по внедрению в промышленность пластиков. О «Старте» были показаны сюжеты по Центральному телевидению, вышли материалы в центральных газетах и репортажи по радио. От председателя Комитета автотракторного и сельхозмашиностроения СССР Н. И. Строкина было получено разрешение на поставку 50 «волговских» комплектов с ГАЗа, и с января 1964 года Северодонецкая авторемонтная база приступила к сборке «Стартов».
С упразднением Совнархозов в 1965 г. Северодонецкая авторемонтная база вошла в трест автотранспортных предприятий Минтяжстроя УССР. Но производство «Стартов» не останавливалось. После того, как «волговские» комплекты закончились и добиться новых централизованных поставок комплектующих с Горьковского автозавода не удалось,
изготовление «Стартов» стало ориентироваться на конкретные заказы от организаций, при условии предоставления ими всех необходимых агрегатов ГАЗ-21. Как правило, это были списанные автомобили, в основном, такси. По причине отсутствия централизованных поставок комплектующих с ГАЗа, плановых заказов на «Старты», а также из-за перевода основного инициатора производства автомобилей в Северодонецке А. С. Антонова на другую работу, к 1967 году производство микроавтобусов постепенно было свернуто. Всего с 1964 г. по 1970 г. Северодонецкой авторемонтной базой было выпущено порядка 100 микроавтобусов «Старт».
Ещё в период работы над «Стартом» на волне интереса к пластикам у руководства предприятия появилась идея поставить на конвейер легковой автомобиль с пластиковым кузовом. Идея была поддержана А. С. Антоновым и разработка проекта была профинансирована. В 1966 г. опытный образец легкового автомобиля был построен. Машина получила название «Заря». Так же как и «Старт», новая машина была выполнена на шасси и агрегатах «Волги». Всего предприятием было построено два опытных экземпляра «Зари» с разными кузовами — двухдверным и четырёхдверным. Были подготовлены матрицы для выклейки кузовных деталей, но поставок комплектующих с ГАЗа добиться не удалось. В результате, серийный выпуск «Зари» предприятием так и не был начат. Но в матрицах для кузовных деталей работниками завода было выклеено ещё 11 кузовов, которые были установлены на шасси «Волг» самодельщиками за пределами Северодонецкой авторемонтной базы.
С 1967 г. база вновь занималась только промышленными авторемонтными работами. С роспуском треста автотранспортных предприятий Минтяжстроя УССР база получила статус самостоятельного завода.
По состоянию на 2011 г. Северодонецкий авторемонтный завод является дочерним предприятием ЗАО Луганскбудтранс. Заводом освоены капитальный ремонт двигателей семейств ЯМЗ, КамАЗ, Д-245, Д-260, СМД, А-01, А-41, Д-65, Д-240, Д-144, Д-120, Д-130, Д-37, ЗИЛ-130, ГАЗ-53, ГАЗ-24, ЗМЗ, агрегатов КрАЗ, ремонт и регулировка топливной аппаратуры, перемоторивание автомобилей и тракторов.

## Продукция
- Микроавтобус «Старт» (Фото (недоступная ссылка)) (1964—1970 гг.);
- Легковой автомобиль «Заря» (Фото (недоступная ссылка)) (1966—1967 гг.);
- капитальный ремонт двигателей;
- капитальный ремонт агрегатов;
- перемоторивание автомобилей и тракторов.